# Calamactinia goughiensis
Calamactinia goughiensis is een zeeanemonensoort uit de familie Halcampoididae.
Calamactinia goughiensis is voor het eerst wetenschappelijk beschreven door Carlgren in 1949.